# 機場站 (香港)
機場站（英語：Airport Station）是一個位於香港新界離島區赤鱲角香港國際機場地面運輸中心內，屬於港鐵機場快綫的鐵路車站，為香港國際機場的聯外鐵路車站，於1998年7月6日啟用。機場站在港鐵系統中是處於最西端的重鐵車站。

## 車站構造
機場站共分3層，最高的2層為月台、客務中心、行李處理設施、員工空間及連接客運大樓的行人橋，為方便乘客出入，機場站並不設任何閘機；最底層則為行李處理設施及地面運輸中心。

### 樓層
|  | 3 | 側式 · 開右邊车门 · 因應二號客運大樓重建工程暫停使用 |  |  |
|  |   | 機場快綫往博覽館（終點站）                           |  |  |
|  | 1 | 側式 · 開左邊车门                                    |  |  |

|  | 4 | 未啟用 · 側式 · 開左邊车门 |  |  |
|  |   | 機場快綫往香港（青衣）     |  |  |
|  | 2 | 側式 · 開右邊车门          |  |  |

### 大堂
機場站車站大堂的主要設施位於月台旁邊。機場站在離境月台樓層的1號月台車站大堂，除了少量鋪設外，大部分採用了清水混凝土的建築工藝。
港鐵公司為了方便旅客，故車站是機場快綫中唯一一個不設閘機的車站，乘客亦可直接將機場內的行李手推車推進車站月台，但並會有乘客貪圖不設閘機的機場站之便而逃票，另外亦會有部分乘客為貪圖方便，趁往博覽館的列車停泊在1／3號月台時，經兩端月台及列車往返一／二號客運大樓離港大堂。
由機場站乘搭機場快綫的乘客，需在其他機場快綫車站出閘時支付車資；而由市區或博覽館站前往該站的乘客，可自願性將已使用的機場快綫車票棄置於車站內設置的車票收集箱或留為紀念。
值得一提的是，除了機場快綫車站內售票機外，其他所有港鐵售票機都不能購買機場快綫車票，有關車票需在客務中心或其他指定售票處購買。
- 機場快綫售票機（2022年6月）

### 月台
機場站設有三個側式月台，其中1、2號月台均位於一號客運大樓旁地面運輸中心；而3號月台則位於二號客運大樓旁地面運輸中心，然而3號月台在2019年11月28日約晚上10時50分起因應二號客運大樓重建而暫時停用。機場站設有5條行人通道連接香港國際機場的一號客運大樓。
- 1號月台（機場快綫往博覽館方向，2022年5月）
- 2號月台（機場快綫往香港方向，2022年5月）
- 月台設有客務中心（2022年5月）

機場站所有月台均在車站興建時加裝月台幕門，但由於3號月台屬後期加建月台，所以3號月台與博覽館站及其他港鐵市區綫後期加裝幕門的車站同樣採用由凯拔格里根製月台幕門，而並非採用東涌綫及機場快綫於啟用時的法维莱交通所製造的月台幕門。

### 出入口
自機場站啟用以來，車站並未有界定出入口位置，直至2016年末才為各條連接車站與客運大樓的通道編配出入口編號。惟該等出口編號除在出口位置及車站指南顯示外，並未在站內其他地方標示，月台上並無任何指示牌列明各出入口位置。
|          |             | |      |
| 編號     | 指示        | 鄰近登機行段建議前往的目的地 | 圖片 |
| 1號月台  |             | |      |
| 出口 · A | 1號客運大樓 | 機場一號客運大樓L7離港層（近旅客登記行段B、C） 11 SKIES、機場1號停車場、香港天際萬豪酒店、機場商業大樓、萊佛士醫療-香港國際機場、航天城停車場、海天客運碼頭                                        |      |
| 出口 · B | 1號客運大樓 | 機場一號客運大樓L7離港層（近旅客登記行段E） |      |
| 出口 · C | 1號客運大樓 | 機場一號客運大樓L7離港層（近旅客登記行段G、H）機場行政大樓 |      |
| 2號月台  |             | |      |
| 出口 · D | 1號客運大樓 | 機場一號客運大樓L5抵港層（近接機大堂B）11 SKIES、機場1號停車場、設計廊（香港貿易發展局）-機場、機場商業大樓、香港天際萬豪酒店、萊佛士醫療-香港國際機場、麗豪航天城酒店、航天城停車場、海天客運碼頭 |      |
| 出口 · E | 1號客運大樓 | 機場一號客運大樓L5抵港層（近接機大堂A）亞洲國際博覽館、機場消防海上救援東局、機場員工綜合大樓、機場行政大樓、機場行政大樓2座、香港國際航空學院、富豪機場酒店                                       |      |
| 出口     | 1號客運大樓 | 機場一號客運大樓L5抵港層 |      |
| 3號月台  |             | |      |
| 出口 · F | 2號客運大樓 | 機場二號客運大樓L7離港層（現已關閉） |      |
| 出口 · G | 2號客運大樓 | 機場二號客運大樓L7離港層（現已關閉） |      |

- 香港國際機場一號客運大樓通道（2022年6月）
- 編配出口編號前的出入口（2008年3月）

## 利用狀況
機場站位於香港赤鱲角的香港國際機場的核心範圍地區，大部分使用車站的人流都是前往機場辦理離港登機手續的旅客或由機場抵港的旅客，也有部分於機場上班的職員會使用車站。
由於機場快綫單程收費昂貴，且需要面對機場巴士的競爭，所以利用車站乘搭機場快綫的人流不算多。

## 歷史
機場站於1998年7月6日隨赤鱲角新香港國際機場開幕以及機場快綫通車而啟用。

### 3號月台

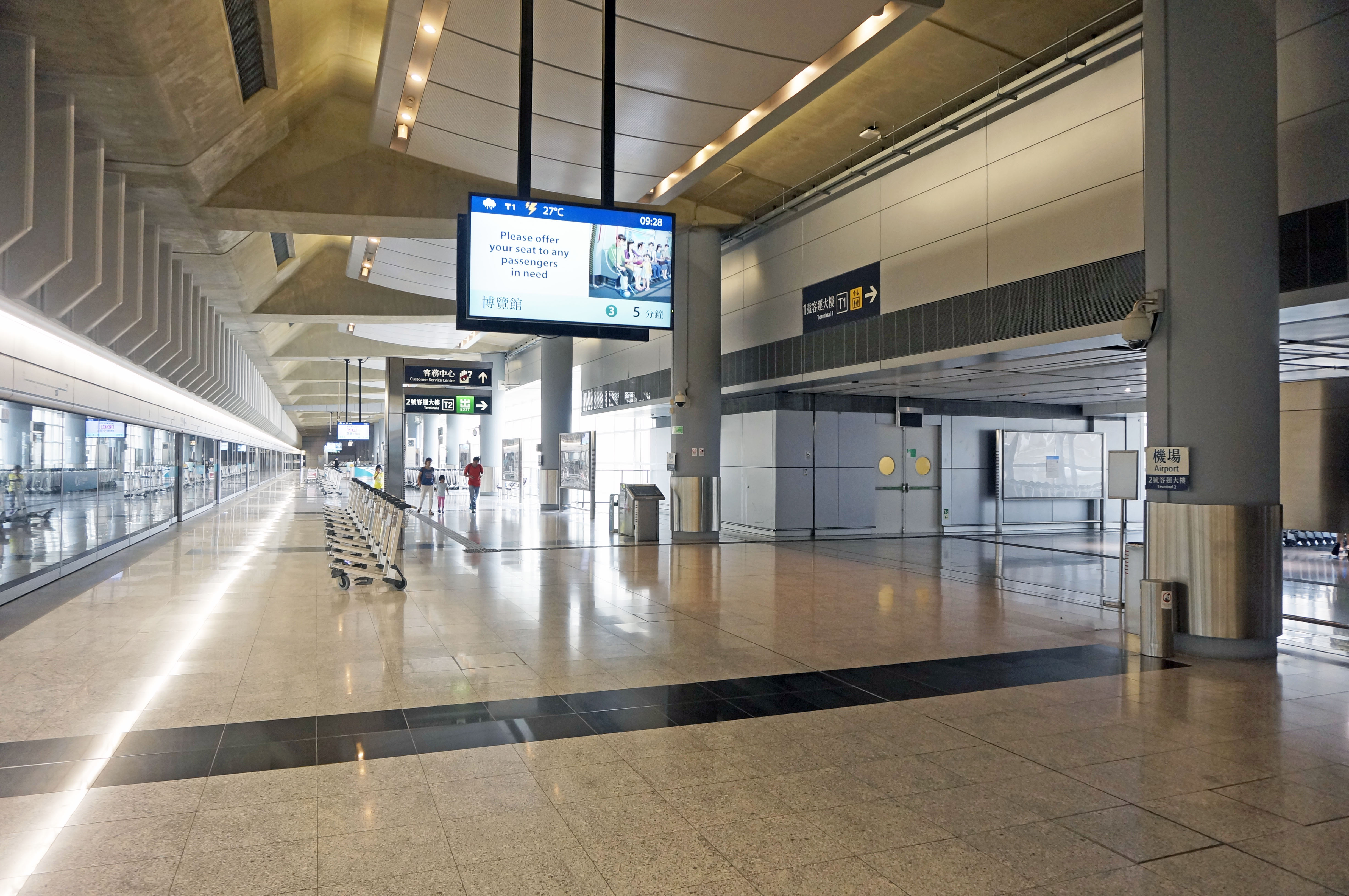
停用前的3號月台（2018年8月）
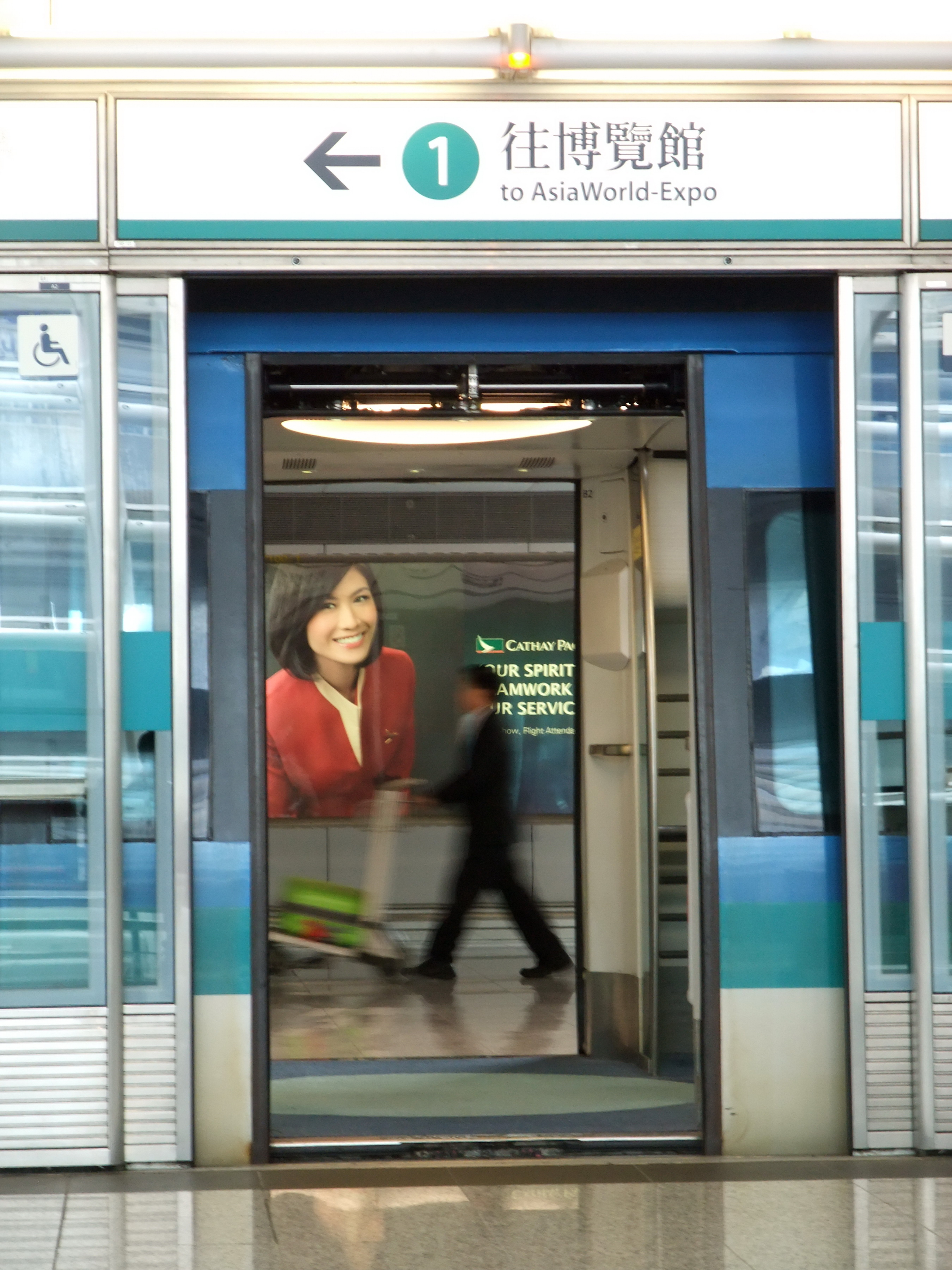
在3號月台停用前，前往博覽館站方向的機場快綫列車在抵達車站後，左右兩邊的車門會同時打開。（2011年10月）

為配合機場翔天廊的興建，機場站亦進行擴建，在原有車站往博覽館方向的路軌東面加建側式月台（3號月台），並連接翔天廊及二號客運大樓，方便離境乘客使用。該月台於2007年2月28日啟用，直至2019年11月28日下午10時起因應二號客運大樓的重建工程而暫時停用。

關閉前的3號月台全景圖（2018年8月）

## 未來發展

### 二號客運大樓重建工程

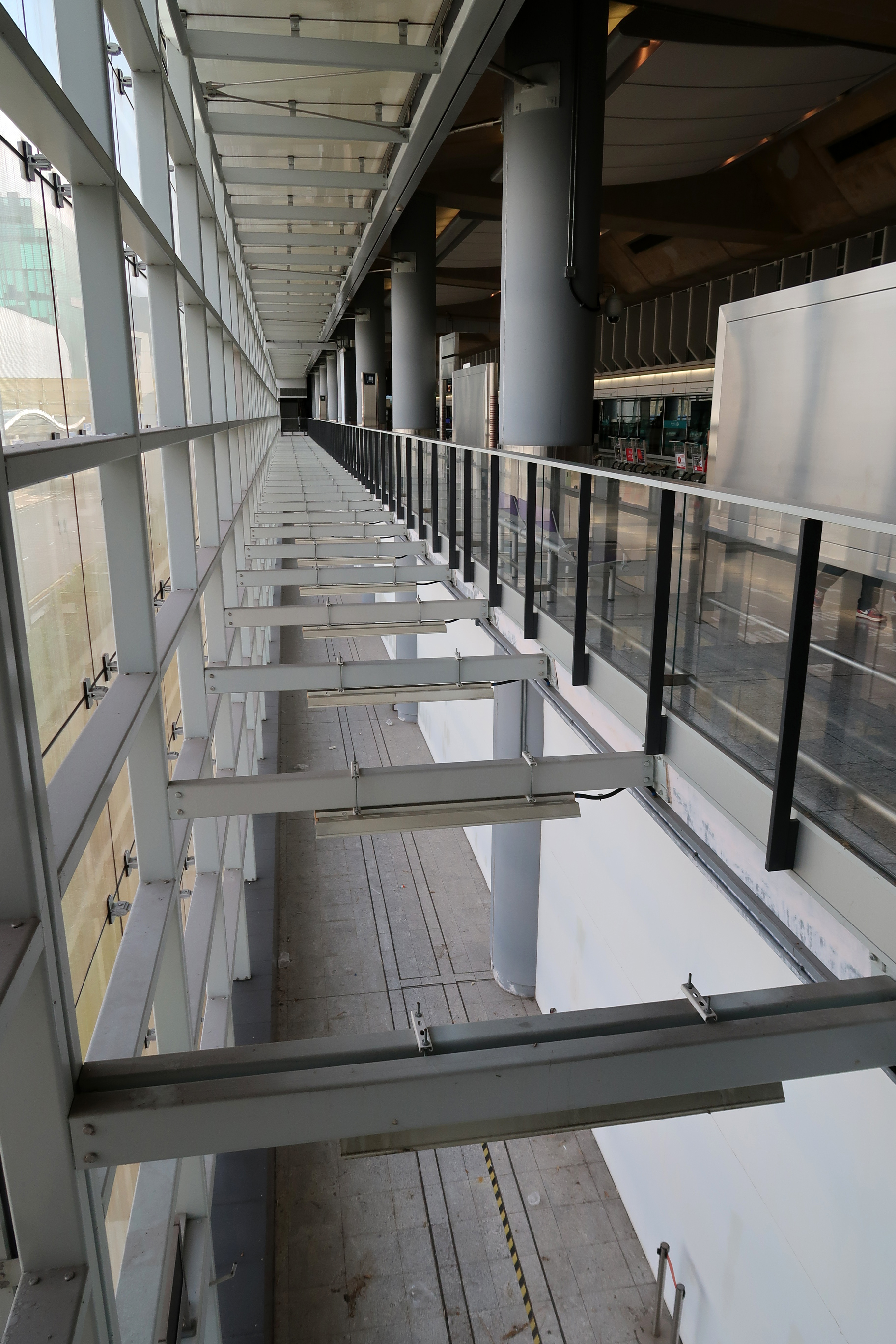
往香港方向的路軌東面預留月台結構（2019年8月）

前地鐵公司在加建翔天廊的東面興建新月台時已經興建預留前往香港方向的路軌東面月台結構，惟有關月台暫時未有落實其開放日期，預料在落實三跑道系統及相關設施的興建計劃後會進行結構重建工程，將現有的緊急逃生出口及分隔牆拆除，並於二號客運大樓完成重建工程後才開放。
現時二號客運大樓已於2019年11月28日晚上10時起關閉進行重建，而月台改建工程亦會一併進行，故此3號月台並於同日起暫時關閉。

### 引用
1. 1 2 3 4   (PDF). 港鐵公司.   [2020-02-19]. （原始内容存档 (PDF)于2020-04-05）.
2. ↑  .   [2009-04-19]. （原始内容存档于2019-06-21）.
3. ↑  . 蘋果日報. 2006-11-19.
4. 1 2 3  路政署. . 路政署.   [2009-05-01]. （原始内容存档于2009-03-03） （中文（繁體））.
5. ↑  . 港鐵.
6. ↑   (PDF). 2019-09-12.[]
7. ↑  Eunice Lam. . ULifeStyle. 2019-11-22  [2022-01-03]. （原始内容存档于2021-05-15）.

## 外部連結
香港大典上的相关条目：機場站
- 港鐵公司－機場站街道圖 （页面存档备份，存于）
- 港鐵公司－機場站位置圖 （页面存档备份，存于）
- 港鐵公司－機場快綫列車服務時間 （页面存档备份，存于）